# Stato del Katanga
Lo Stato del Katanga esistette tra il luglio 1960 e il gennaio 1963 durante la crisi del Congo. Si estendeva sull'intero territorio dell'attuale provincia del Katanga.

## Storia
La capitale era Lubumbashi (al tempo Elisabethville) anche il centro delle attività secessioniste della provincia del Katanga alla fine del dominio coloniale del Belgio, e la sanguinosa guerra civile congolese, estesasi dal 1960 al 1963.
La regione era la più ricca del paese grazie alle sue abbondanti risorse minerarie, dove operava la Union Minière du Haut Katanga. Le elezioni per l'Assemblea nazionale del Congo del maggio 1960 avevano visto affermarsi in Katanga la "Confédération des associations tribales du Katanga" (CONAKAT) di Moise Ciombe, contrastata solo dal partito rappresentativo delle genti baluba ("Association Générale des Baluba de Katanga" o BALUBAKAT) residenti nella parte settentrionale della regione, con cui già si erano avute scaramucce e disordini. 
Nel paese invece i due partiti principali, il Mouvement National Congolais (MNC) di Patrice Lumumba e il Parti Solidaire Africain (PSA) di Antoine Gizenga, costituirono una coalizione e il 23 giugno 1960, Patrice Emery Lumumba divenne il Primo ministro.
Quando il 30 giugno 1960 il Congo divenne formalmente indipendente dal Belgio, le nuove autorità centrali di Léopoldville erano già divise e disgregate e l'11 luglio Ciombe proclamò la secessione del Katanga dal Congo e la sua costituzione in una entità statale autonoma. Questo provocò l'intervento dell'Onu che inviò truppe con la missione ONUC per evitare la guerra civile.
Il Belgio, che durante il suo dominio era stato contrario alla separazione del Katanga, spalleggiò segretamente il regime di Ciombe, in particolare tramite la fornitura di ufficiali dell'esercito regolare per addestrare e guidare la costituenda forza armata della nazione, la "Gendarmerie du Katanga", ormai una forza militare vera e propria, che ammontava a circa 10.000 uomini. Il governo katanghese prese ad assumere, di fatto come mercenari, militari stranieri (principalmente belgi, francesi e di lingua inglese, ma anche italiani) per rafforzare le sue forze armate (da 300 a 500), spesso tramite l'appoggio dei governi bianchi di Sudafrica e poi della Rhodesia. Combattevano anche contro le milizie filosovietiche del governo popolare di Stanleyville che occupavano la parte orientale del Congo.
Il 21 febbraio del 1961 le Nazioni Unite approvarono la risoluzione 161 con la quale si chiedeva alle truppe ONU di agire con tutte le misure necessarie, compreso l'uso della forza, per arrestare il dilagare della guerra civile congolese e per espellere dal paese tutto il personale militare, paramilitare e mercenario straniero. La risoluzione non modificò la situazione e l'azione di Ciombe proseguì. Fra marzo ed aprile del 1961 le truppe dell'esercito katanghese, supportate da mercenari europei, si scontrarono in varie occasioni nell'area del Nord-Katanga (Manono, Kabalo) con i soldati dell'ONUC. Questi eventi convinsero i responsabili ONUC che il loro contingente era insufficiente per gestire efficacemente la situazione, ed esso venne quindi rinforzato, raggiungendo a luglio 1961 oltre 19.800 uomini.
Nel giugno del 1961 giunse in Congo il nuovo rappresentante delle Nazioni Unite, il diplomatico irlandese Conor Cruise O'Brien.
Il 29 agosto, in risposta ad una esplicita richiesta del presidente Kasavubu, l'ONUC lanciò l'operazione Rum Punch. Le truppe delle Nazioni Unite, al tempo al comando del generale irlandese Sean MacEoin, occuparono senza spargimento di sangue le aree chiave del Katanga, arrestando circa 500 ufficiali fra belgi e altri mercenari operanti nelle forze armate katanghesi. Qualche giorno dopo gli ufficiali vennero rilasciati a patto che lasciassero il territorio del Congo. Questi accettarono, ma un certo numero di essi rientrarono in Katanga passando per la Rhodesia.
Il 13 settembre 1961 ci fu la battaglia di Jadotville (attuale Likasi) fra un reparto dell'esercito irlandese operante sotto il controllo ONUC e reparti katanghesi, supportati da mercenari europei. Lo scontro si concluse quando le truppe irlandesi, rimaste senza munizioni ed a corto di viveri ed acqua, si arresero agli assalitori la sera del 17 settembre. Gli irlandesi rimasero circa un mese prigionieri dell'esercito katanghese e vennero rilasciati il 25 ottobre.
Dag Hammarskjöld, segretario generale delle Nazioni Unite, morì in un misterioso incidente aereo in Zambia il 18 settembre 1961, mentre si recava in Katanga per discutere dell'autonomia. 
Questo portò a una tregua, ma dopo una risoluzione Onu che condannava la secessione del Katanga, il 5 dicembre 1961 la ONUC lanciò l'operazione Unokat: l'aviazione katanghese fu distrutta al suolo mentre una brigata di caschi blu indiani iniziò ad aprirsi la strada verso Elisabethville grazie a un massiccio supporto di artiglieria; pesanti combattimenti ebbero luogo nella capitale katanghese prima che i 5.000 caschi blu potessero prenderne il controllo il 15 dicembre.
I negoziati tra Ciombe, il governo centrale congolese e i rappresentanti delle Nazioni Unite si trascinarono per quasi un anno, senza troppi risultati: a metà agosto un piano proposto dal nuovo segretario Onu U Thant, che prevedeva il reintegro del Katanga all'interno del Congo ma con la concessione di ampie autonomie, fu osteggiato da Ciombe che avanzò numerose richieste, portando a un nuovo nulla di fatto; le Nazioni Unite replicarono infliggendo al Katanga una serie di sanzioni economiche, fatto che portò al ritiro di Ciombe dai negoziati il 19 dicembre 1962.

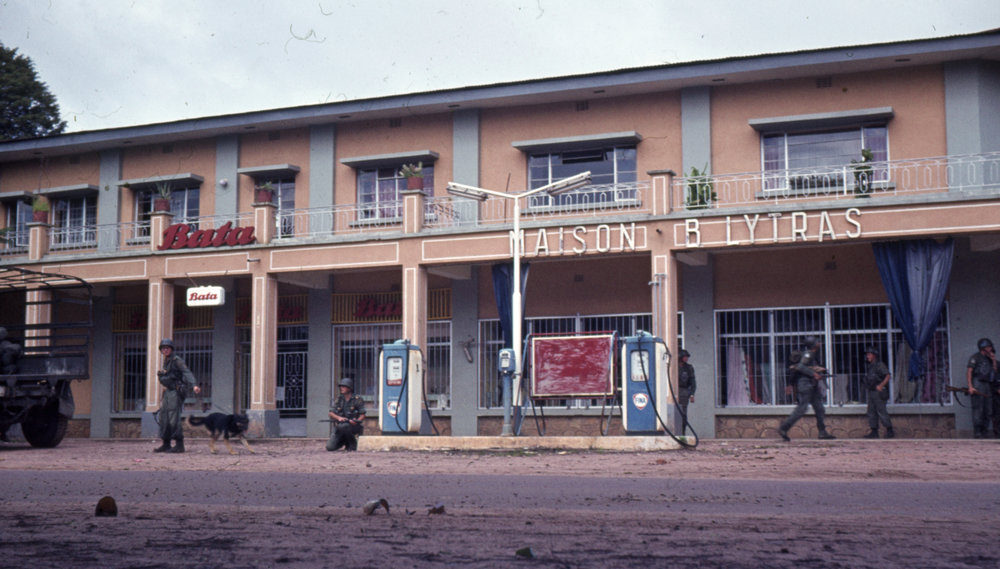
Truppe svedesi dell'ONUC occupano Kaminaville nel dicembre 1962

L'11 gennaio 1963 i reparti ONU occuparono Sakania, vicino alla frontiera con la Rhodesia, seguita il 13 gennaio da Shinkolobwe, importantissima per i suoi estesi giacimenti di uranio, e infine il 21 gennaio da Kolwezi, l'ultima posizione di rilievo tenuta dai katanghesi. Diverse migliaia di gendarmi katanghesi, guidati dai mercenari Denard e Schramme, trovarono rifugio oltre il confine con l'Angola, dove le locali autorità coloniali portoghesi fornirono loro ospitalità, mentre Ciombe si recò in esilio prima in Rhodesia e poi in Spagna. Il 6 febbraio 1963, con la resa del colonnello Norber Muke, la secessione del Katanga poté dirsi terminata e la provincia tornò sotto l'amministrazione del governo di Léopoldville.
Moise rientrò l'anno dopo e fu Primo ministro della Repubblica Democratica del Congo dal luglio 1964 all'ottobre 1965, quando fu estromesso da un golpe del generale Mobutu.
Ribattezzato "Shaba" dal 1971 durante l’era Mobutu, nel 1977 - 1978 fu teatro di una nuova ribellione, nota come prima guerra dello Shaba, sedata dal regime congolese con l’aiuto di forze marocchine.

## La bandiera
La bandiera dello Stato fu disegnata da Louis Dressen, architetto ed ex dirigente della banca del Congo belga a Elisabethville. I colori rappresentano il motto dello stato, Forza, Speranza e Pace in Prosperità: il rosso simboleggia infatti la Forza, il verde la Speranza, il bianco la Pace e le tre piccole croci rosse, ispirate alla storica moneta locale, la Prosperità.

## Valuta
Vi erano solo 3 monete circolanti in Katanga: quella da 1 e 5 franchi in bronzo e 5 franchi commemorativi fatta in oro, datate 1961, i 5 franchi d'oro furono prodotti in 20.000 pezzi..

## Curiosità
La denominazione dei membri del servizio d'ordine del Movimento Studentesco, ossia katanga o katanghesi, derivava dal nome dell'omonima provincia secessionista.